# Chukwunonso Onwuekelu
Chukwunonso Onyeka Onwuekelu (15 maart 1988) is een Nigeriaans voetballer die onder contract staat bij SK Londerzeel.

## Statistieken
| seizoen | club                   | land         | competitie             | wed | goals |
| ------- | ---------------------- | ------------ | ---------------------- | --- | ----- |
| 2007/08 | Commune FC Ouagadougou | Burkina Faso | Première Division      | -   | -     |
| 2008/09 | Sporting Lokeren       | België       | Jupiler Pro League     | 2   | 0     |
| 2009/10 | Sporting Lokeren       | België       | Jupiler Pro League     | 0   | 0     |
| 2010/11 | FC Brussels            | België       | Tweede klasse          | 20  | 2     |
| 2011/12 | FC Brussels            | België       | Tweede klasse          | 4   | 0     |
| 2012/13 | KSV Temse              | België       | Derde klasse A         |     |       |
| 2013/14 | KSV Temse              | België       | Derde klasse A         |     |       |
| 2014/15 | ASV Geel               | België       | Tweede klasse          | 12  | 1     |
| 2015/16 | RWDM 47                | België       | Vierde klasse B        |     |       |
| 2016/17 | SK Londerzeel          | België       | Tweede klasse amateurs |     |       |
|         |                        |              | Totaal                 | 36  | 3     |

Bron: www.sport.be - www.sporza.be